# Morgon (Saône)
Der Morgon ist ein kleiner Fluss im Osten von Frankreich, der im Département Rhône der Region Auvergne-Rhône-Alpes nordwestlich der Stadt Lyon verläuft.

## Geografie

### Verlauf
Der Morgon entspringt im westlichen Gemeindegebiet von Cogny, entwässert generell Richtung Osten durch die Landschaft Beaujolais, passiert im Unterlauf das Stadtgebiet von Villefranche-sur-Saône, wo er abschnittsweise im Untergrund verschwindet, und mündet nach rund 16 Kilometern in dieser Gemeinde als rechter Nebenfluss in die Saône. Im Mündungsabschnitt quert der Morgon die Bahnstrecke Paris–Marseille und die Autobahn A6.

### Orte am Fluss
(Reihenfolge in Fließrichtung)
- La Verenne, Gemeinde Ville-sur-Jarnioux
- Le Montessuis, Gemeinde Cogny
- La Maladière, Gemeinde Ville-sur-Jarnioux
- Le Corbet, Gemeinde Porte des Pierres Dorées
- Morgon, Gemeinde Lacenas
- Le Petit Gleizé, Gemeinde Gleizé
- Chervinges, Gemeinde Gleizé
- Villefranche-sur-Saône

## Sehenswürdigkeiten
- Château du Sou, Schloss am Flussufer in der Gemeinde Lacenas – Monument historique[4]